# Genalguacil
Genalguacil è un comune spagnolo di 561 abitanti situato nella comunità autonoma dell'Andalusia.

## Storia
L'origine di questo insediamento è molto antica, e ciò è testimoniato da ritrovamenti archeologici che segnalano la presenza di miniere d'oro e d'argento scavate sia dai Fenici che dai Greci. Tuttavia l'origine del suo nome attuale viene dall'arabo Genna-Alwacir che significa Giardini del Vizir. Sotto il governo dei re cattolici la cittadina continuò ad essere abitata da molti musulmani che continuarono a convivere pacificamente con i cristiani fino al XVI secolo quando una sanguinosa rivolta cittadina portò alla cacciata degli infedeli dalle mura.